# Chuyến bay 837 của Air Canada
Chuyến bay 837 của Air Canada (AC873/ACA873) là chuyến bay chở khách quốc tế theo lịch trình từ sân bay Madrid ở Tây Ban Nha đến sân bay Toronto Pearson ở Canada bị hỏng lốp sau khi cất cánh từ đường băng 36L sân bay Madrid lúc 14:57 CET (13:57 GMT) vào ngày 3 tháng 2 năm 2020. Tất cả 138 người trên máy bay sống sót mà không bị thương. Một chiếc máy bay chiến đấu McDonnell Douglas F/A-18 Hornet của Không quân Tây Ban Nha (SAF) được điều khiển để đánh chặn và kiểm tra thiệt hại duy trì cho máy bay. Đây là tai nạn thứ 27 của Air Canada trong lịch sử của hãng.

## Máy bay

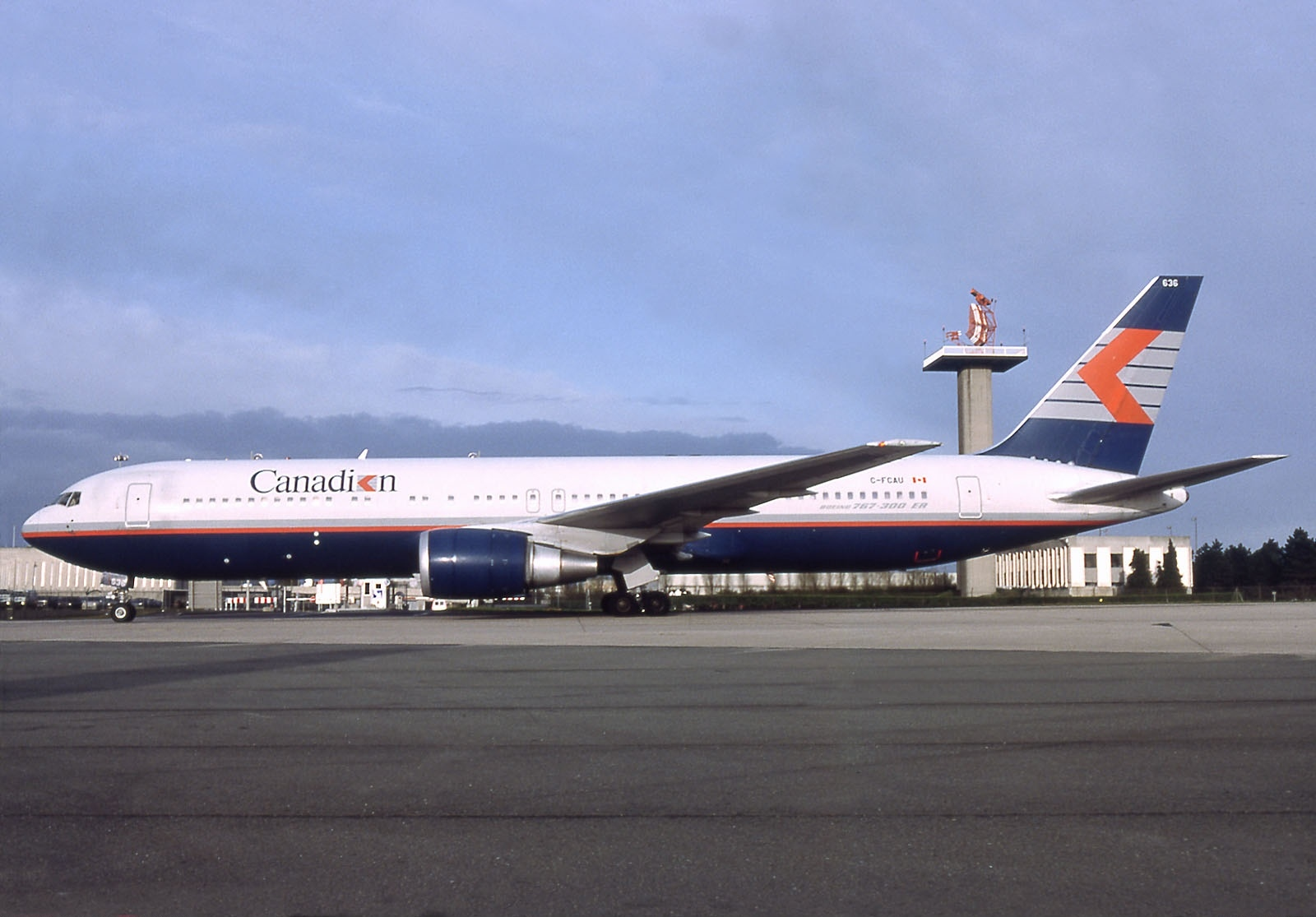
Chiếc 767 đang được Canadian Airlines khai thác tại sân bay quốc tế Charles-de-Gaulle, Paris, Pháp vào ngày 2 tháng 4 năm 1994

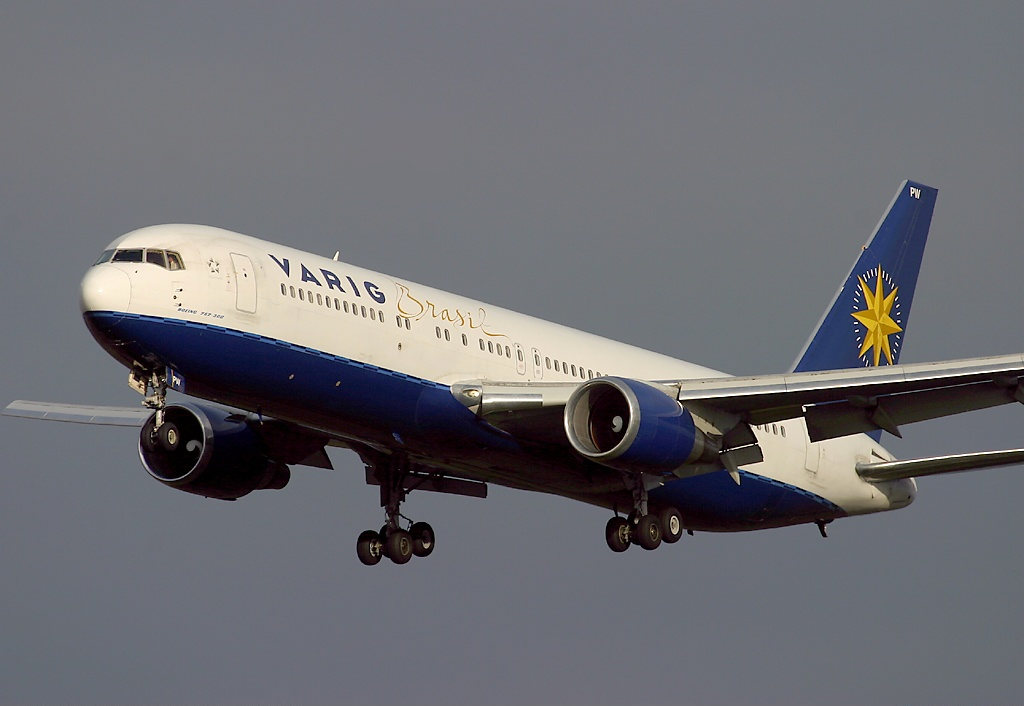
Chiếc 767 đang được Varig khai thác hạ cánh tại sân bay quốc tế Frankfurt, Frankfurt, Đức vào ngày 10 tháng 1 năm 2004

Boeing 767-375ER, đăng ký C-GHOZ, chế tạo vào cuối tháng 1 năm 1989 và thực hiện chuyến bay đầu tiên vào ngày 31 tháng 3 cùng năm và sau đó giao cho Canadian Airlines (đăng ký C-FCAU), Varig vào ngày 27 tháng 11 năm 1997 (đăng ký PP-VPW) và cuối cùng giao cho Air Canada vào ngày 20 tháng 10 năm 2005.

## Chuyến bay
Chiếc 767 được phép cất cánh trên đường băng 36L tại sân bay Madrid lúc 14:59 (CET). Khi máy bay vượt qua tốc độ V1, máy bay đột ngột rung lắc dữ dội và sau đó là một cú giật bất ngờ. Điều này là do một trong những lốp xe từ bánh sau bên trái của bánh răng chính bên trái bị tách ra và các mảnh vỡ đã bị hút vào động cơ số 1. Sau đó, họ nhận thấy rằng một trong những động cơ General Electric CF6-80C2B6F của máy bay đã bốc cháy và nói do mảnh lốp số 5.
Các phi công sau đó đã giữ thăng bằng máy bay ở độ cao 5.000 ft (1524 m) (ASL) và tắt động cơ số 1 để đề phòng. Sau đó, máy bay giữ ở độ cao 8.000 feet (2438,4 m) (ASL) để đốt cháy nhiên liệu để ngăn chặn việc hạ cánh nặng nề. Tháp kiểm soát không lưu sau đó đã cho máy bay hạ cánh khi đã tiêu thụ đủ nhiên liệu. Một chiếc F-18 được hướng dẫn đánh chặn Chuyến bay 837 và kiểm tra thiệt hại mà nó phải chịu. Máy bay chiến đấu xác nhận rằng một trong những bánh răng hạ cánh đã bị hỏng do nổ lốp.
Sau khi bay 4 giờ 10 phút trên không, chiếc 767 đã đáp xuống Madrid, trên đường băng 32L mà không gặp sự cố nào nữa. Tất cả 138 hành khách và phi hành đoàn trên máy bay không bị thương.

## Điều tra
Vào ngày 5 tháng 2, CIAIAC của Tây Ban Nha đã mở một cuộc điều tra về vụ tai nạn. Ngoài ra TSB của Canada (Ủy ban An toàn Giao thông Canada) đã báo cáo rằng:
- Trong quá trình cất cánh, lốp cao su bánh đáp chính số 5 đã bị tách ra. Một số mảnh vỡ được tìm thấy trên đường băng và một số khác đã bị động cơ số 1 hút vào. Để phòng ngừa, các phi công đã thực hiện việc tắt động cơ số 1. Sau khi đốt hết nhiên liệu để tránh hạ cánh quá trọng lượng, máy bay đã quay trở lại sân bay để hạ cánh không có kết quả. Không có thương tích nào cho người ngồi trên máy bay.